# Riepsdorf
Riepsdorf ist eine Gemeinde im Kreis Ostholstein in Schleswig-Holstein. Altratjensdorf, Gosdorf, Koselau, Quaal, Riepsdorf und Thomsdorf liegen im Gemeindegebiet. Sie gehört seit dem 1. Januar 2007 zum Amt Lensahn, zuvor gehörte sie dem Amt Grube an.

## Geografie und Verkehr
Riepsdorf liegt zwischen der Bundesstraße 501 und der Bundesautobahn 1 am Oldenburger Graben, einer Niederungszone zwischen der Lübecker Bucht und der Hohwachter Bucht, die durch Niedermoore und Feuchtgebiete geprägt ist.

## Politik

### Gemeindevertretung
Die Gemeindewahl 2018 ergab folgendes Ergebnis:
| Gemeindewahl Riepsdorf 2023 %6050403020100 57,0 %36,2 %6,9 % BUGCDUGrüneGewinne und Verlusteim Vergleich zu 2018 %p 10 8 6 4 2 0 −2 −4 −6 −8−10−12−14−16+8,8 %p−15,7 %p+6,9 %pBUGCDUGrüne | Sitzverteilung in der Gemeindevertretung Riepsdorf seit 2023Insgesamt 11 Sitze - Grüne: 1 - BUG: 6 - CDU: 4 |

### Wappen
Blasonierung: „Von Gold und Blau gespalten, darauf eine Kornblume in verwechselten Farben begleitet oben rechts von zwei untereinander stehenden verstutzten blauen Wellenbalken und oben links von einem goldenen senkrecht und waagerecht geteilten Ankerkreuz.“